# Hundertjahrtasse
Die Hundertjahrtasse war ein offizielles Ehrengeschenk der preußischen Staatsregierung, das preußischen Staatsangehörigen zur Vollendung des 100. Lebensjahres verliehen und mit einem Glückwunschschreiben des Ministerpräsidenten überreicht wurde. Bei Bedürftigkeit konnte die Auszeichnung mit einem Geldgeschenk verbunden werden. Die Ehrung der Hundertjährigen wurde damit nach zeitweiliger Unterbrechung von der Regierung mit Erlass des Ministeriums des Innern vom 4. November 1925 wieder aufgenommen.
Die nach einem Entwurf von Emil Rudolf Weiß in der Staatlichen Porzellan-Manufaktur Berlin hergestellte Tasse zeigte den in Gold radierten preußischen Adler mit umlaufendem Schriftband „Die preussische Staatsregierung zum 100. Geburtstage“. Auf der Untertasse befanden sich die Initialen und Jubiläumsdaten des Beliehenen.